# Сео (Тренто)
Сео је насеље у Италији у округу Тренто, региону Трентино-Јужни Тирол.
Према процени из 2011. у насељу је живело 80 становника. Насеље се налази на надморској висини од 828 м.